# Édouard Bourciez
Édouard Bouciez (Niort, 29 de gener de 1854 - Bordeus, 6 d'octubre de 1946) fou un lingüista francès. Era un dels especialistes més prestigiosos en lingüística del francès antic i de les llengües romàniques.

## Biografia
Nasqué al si d'una família d'ensenyants (el seu pare era professor d'història). A partir del 1873 estudià a l'École Normale Supérieure. Obtingué la seva llicència el 1874 i més tard l'agregació (1876) i ensenyà al liceu (institut) de Bar-le-Duc a partir de 1876 i després als liceus d'Orleans, Niça i Nancy. El 1883 esdevingué Mestre de Conferències de llengua i literatura franceses a la Facultat de Lletres de Bordeus després del prestigiós Achille Luchaire. Feu una tesi principal de doctorat que sostingué a la Sorbona el 9 de juny de 1886: Les moeurs polies et la littérature de cour sous Henri II i alhora una tesi complementària en llatí, com se solia fer aleshores, que l'havia de portar a dedicar-se més densament a la lingüística de l'occità gascó. Es creà la càtedra el 1893 a la Facultat de Lletres de Bordeus. Va fer una gran enquesta dialectal (el 1894) a tota l'àrea gascona i basca i gran part del material recollit ha romàs inèdit fins avui (4.444 versions de la paràbola del fill pròdig). És l'autor d'un sistema de transcripció dit transcripció dels romanistes (o alfabet dels romanistes i també alfabet de Bourciez).
Fou el professor de Georges Millardet, un altre gran especialista de l'occità gascó. Va participar activament al moviment felibrenc gascó. Fou un membre de l'Escolo Gastou Febus i intervingué a la fixació de normes gràfiques (cap al 1900) per als escrits d'aquesta entitat. El seu fill, Jean Bourciez, també lingüista, revisà i complementà la seva obra mestra, els seus Éléments de linguistique romane.